# ユーゴ・ガストン
- ウーゴ・ガストン

ユーゴ・ガストン (Hugo Gaston, フランス語発音: [yɡo ɡastɔ̃]; 2000年9月26日 - ) は、フランス共和国トゥールーズ出身の男子プロテニス選手。身長173cm、体重68kg。左利き、バックハンドは両手打ち。ATPランキング自己ランキングはシングルス58位。ダブルス220位。

## 選手経歴

### ジュニア時代
2017年オレンジボウルのシングルス18歳以下の部で優勝。

### 2018年 プロ転向 ジュニア世界2位
2018年全豪オープンジュニア男子ダブルスで、クレマン・タビュールとペアを組み優勝。2月の南フランス・オープンのダブルスでバンジャマン・ボンジとペアを組みATPツアーデビューしたが、初戦で敗れた。翌週のオープン13でワイルドカードで本戦入りし、シングルスでツアーデビューしたが、初戦のステファノ・トラヴァーリャに2-0で敗れた。5月の全仏オープンのシングルスで初めてグランドスラムの予選入りしたが、初戦でユルゲン・ゾップに1-2で敗れた。
10月の2018年ブエノスアイレスユースオリンピックでフランス代表として選出され、シングルス決勝でファクンド・ディアス・アコスタを下し金メダルを獲得。またダブルスでタビュールとペアを組み銅メダル、混合ダブルスでもクララ・ビュレルとペアを組み銅メダルを獲得した。この結果により、2018年10月にITFのジュニア世界ランキングで2位となった。

### 2019年 グランドスラム予選出場
2019年はITF男子サーキットのシングルスで7回決勝に進出し、4回の優勝を果たした。同年5月の全仏オープンシングルスでは、予選1回戦のマルコ・トルンジェリーティを2-0で下したが、予選2回戦のアレクセイ・ヴァトゥーチンに0-2で敗れた。

### 2020年 グランドスラム4回戦進出
2020年全豪オープン男子シングルスでワイルドカードで本戦入りし、グランドスラム本戦デビュー。1回戦でハウメ・ムナルに1-3で敗れた。同年9月の全仏オープンにもワイルドカードで本戦に出場し、1回戦でマキシム・ジャンビエを3-0で下し、グランドスラム初勝利すると、2回戦ので西岡良仁を3-1、3回戦で第16シードのスタン・ワウリンカをフルセットで下した。4回戦で世界ランク3位のドミニク・ティームにフルセットの激闘の末敗れた。

## ATPチャレンジャー・ITFフューチャーズ決勝

### シングルス: 7戦3勝
| 戦績                    |
| ----------------------- |
| ATPチャレンジャー (0–0) |
| ITFフューチャーズ (7–4) |

| サーフェス   |
| ------------ |
| ハード (3–3) |
| クレー (4–1) |
| グラス (0–0) |

| 結果   | 勝-敗 | 日時       | 大会         | サーフェス | 相手                       | スコア        |
| ------ | ----- | ---------- | ------------ | ---------- | -------------------------- | ------------- |
| 準優勝 | 0–1   | 2019年4月  | プーラ       | クレー     | クリスティアン・リンデル   | 2-6, 0-6      |
| 優勝   | 1–1   | 2019年4月  | プーラ       | クレー     | ダフィト・ピヒラー         | 6-4, 2-6, 6-3 |
| 準優勝 | 1–2   | 2019年6月  | トゥールーズ | クレー     | バンジャマン・ボンジ       | 4-6, 4-6      |
| 準優勝 | 1–3   | 2019年6月  | モントーバン | クレー     | チアゴ・ザイボチ・ヴィウチ | 4-6, 2-6      |
| 優勝   | 2–3   | 2019年9月  | ヒューストン | ハード     | リアム・カルアナ           | 6-1, 6-3      |
| 優勝   | 3–3   | 2019年10月 | ノーマン     | ハード     | Michael Geerts             | 6-4, 7-5      |
| 優勝   | 4–3   | 2019年10月 | ロデーズ     | ハード     | バンジャマン・ボンジ       | 6-4, 7-5      |